# Bezirk La Chaux-de-Fonds
Der District de La Chaux-de-Fonds war bis am 31. Dezember 2017 ein Bezirk des Kantons Neuenburg in der Schweiz. Seit 1. Januar 2018 bildet er zusammen mit dem ehemaligen Bezirk Le Locle die Region Montagnes.
Zum Bezirk gehörten folgende Gemeinden (Stand: 1. Januar 2016):
| Wappen            | Fahne             | Name der Gemeinde | Einwohner (31. Dezember 2017) | Fläche in km² | Einw. pro km² |
| ----------------- | ----------------- | ----------------- | ----------------------------- | ------------- | ------------- |
| La Chaux-de-Fonds | La Chaux-de-Fonds | La Chaux-de-Fonds | 38'625                        | 55,71         | 693           |
| La Sagne          | La Sagne          | La Sagne          | 966                           | 25,55         | 38            |
| Les Planchettes   | Les Planchettes   | Les Planchettes   | 205                           | 11,73         | 17            |
| Total (3)         | Total (3)         | Total (3)         | 39'796                        | 92,99         | 428           |

## Veränderungen im Gemeindebestand

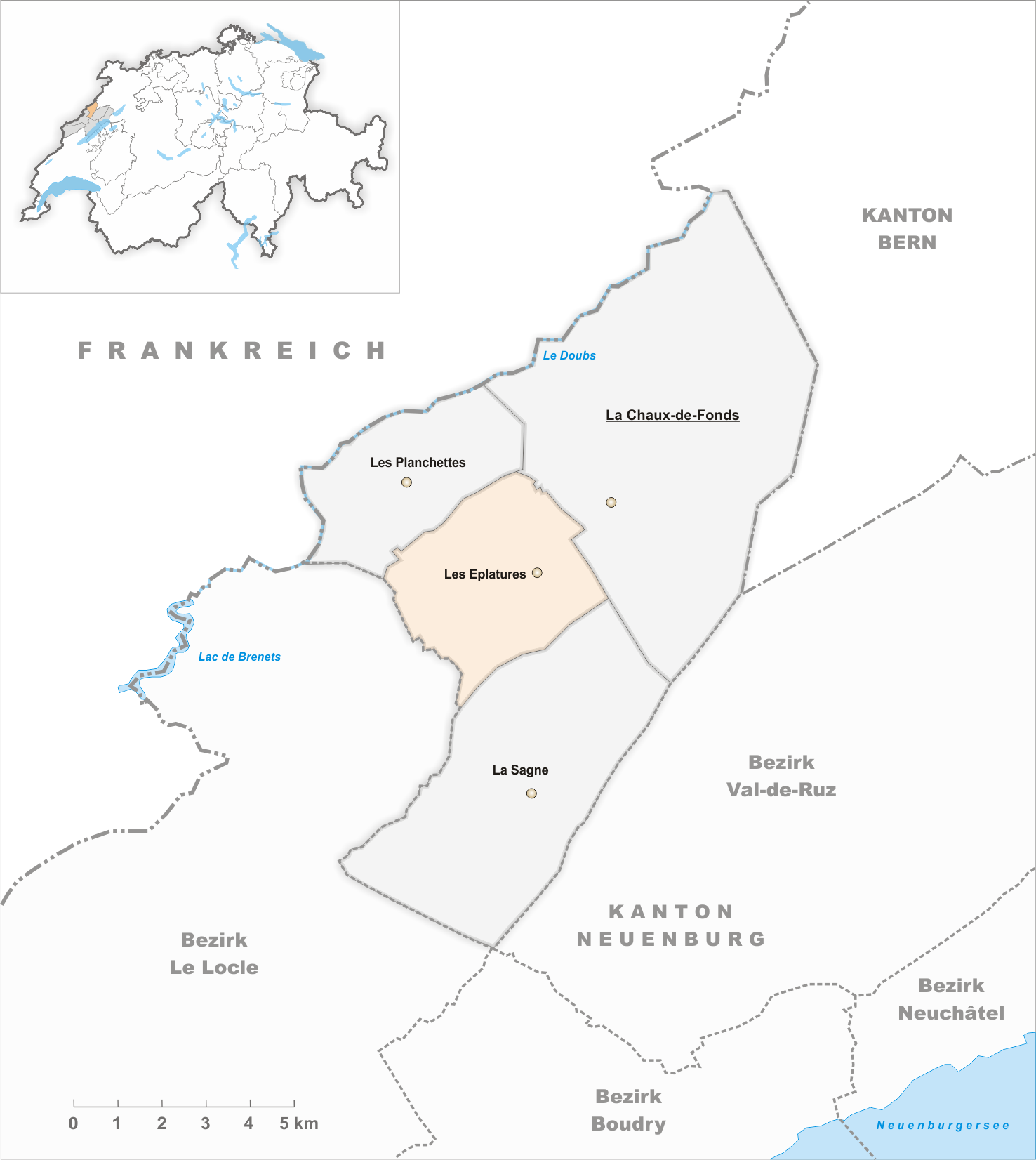
Gemeinden ab 1851
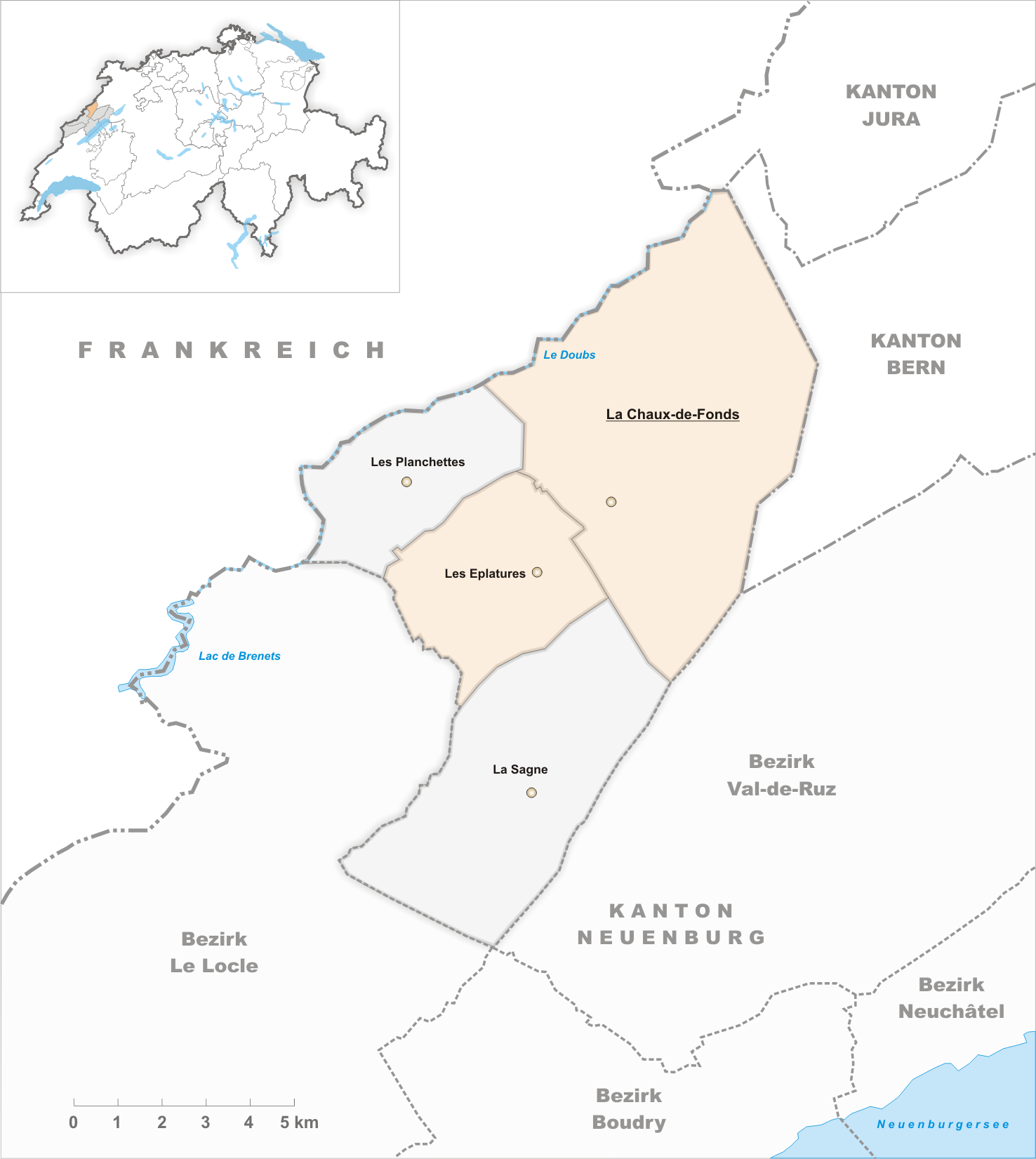
Gemeinden bis 1899

- 1851: Abspaltung von Le Locle und Bezirkswechsel vom Bezirk Le Locle → Les Eplatures zum Bezirk La-Chaux-de-Fonds

- 1900: Fusion La Chaux-de-Fonds und Les Eplatures → La Chaux-de-Fonds